# El borde del tiempo
 El borde del tiempo  es una película de Argentina filmada en colores dirigida por Jorge Rocca sobre su propio guion escrito en colaboración Alejandra Marino que se estrenó el 27 de marzo de 2014 y que tuvo como actores principales a  Alejandro Awada, Marita Ballesteros,  Ulises Dumont, Leonor Manso y Jorge Rivera López y Sofia Roma

## Sinopsis
Vicente sabe que está próximo a morir cuando conoce a su única nieta Grisel, que vive en la calle. A ellos se suma un hijo de desaparecidos que planea seguir el trayecto de las ballenas y un barco que,  construido por un viejo enamorado de una cantante de tangos japonesa, los transporta hacia el borde del tiempo.

## Reparto
Participaron en el filme los siguientes intérpretes:
- Alejandro Awada
- Marita Ballesteros	...	Nora
- Juan Blasi	...	Adolescente Hotel Calamar
- Nicolás Condito
- Ulises Dumont	...	Donato
- Iván González...	Leandro
- Leonor Manso
- Pablo Razuk
- Juan Carlos Ricci
- Jorge Rivera López	...	Vicente
- Sofia Roma...	Grisel
- Sandra Sandrini

## Comentarios
La crítica del sitio Espectador Web (Espectador avezado) dijo:

” film lírico, brilloso, un drama con bríos, podríamos hablar de una suerte de realismo mágico aunque más terrenal y no tan fantasioso como el creado por el Gabo. También hablamos de una película urbana, de encuentros y esperanzas perdidas y recobradas…. Rocca y Marino construyeron un guion cálido y sencillo, que transmite las esperanzas de sus personajes. Tal vez a algunos tramos les falte algo de peso, y tenga alguna dificultad técnica, pero todo es suplido con las nobles intenciones y la buena vibra de un film con pretensiones de vuelo bajo pero cálido, muy cálido.

## Premio
En el Festival Internacional de Cine de San Sebastián 2005 la película fue galardonada con el Premio Signis en la sección Trabajos en Progreso.